# 德國高儀集團
德國高儀集團（GROHE）是德國一家衛生設備製造商，提供浴室及廚房全方面與水相關的產品。GROHE主要經營中高價位的市場，並在130個市場銷售其產品。

## 历史
2013年9月25日日本驪住同意以約4000億日元收購高儀集團。 Grohe was taken over by Lixil and the Development Bank of Japan in January 2014.